# Tuyến ngoại tiết
Tuyến ngoại tiết là các tuyến tiết ra các chất trên bề mặt biểu mô thông qua ống dẫn. Ví dụ về các tuyến ngoại tiết bao gồm mồ hôi, nước bọt, tuyến vú, tuyến lông mi, tuyến nước mắt, tuyến bã nhờn và chất nhầy. Các tuyến ngoại tiết là một trong hai loại tuyến trong cơ thể người, loại còn lại là tuyến nội tiết, tiết ra các sản phẩm của chúng trực tiếp vào máu. Gan,tuyến sinh dục và tuyến tụy vừa là tuyến ngoại tiết vừa là tuyến nội tiết (hay còn gọi là tuyến pha)vì các sản phẩm như dịch tụy của tuyến tụy tiết ra đổ vào ruột và tuyến nội tiết vì tuyến tụy còn tiết ra các chất khác trực tiếp vào máu.
Tuyến ngoại tiết tiết ra các chất nhờn, enzim và mồ hồi.

## Phân loại:
Dựa vào cơ chế bài tiết có thể chia thành 3 nhóm chính:
- Các tuyến toàn vẹn: Hạt tiết rời khỏi tế bào chế tiết theo kiểu xuất bào và tế bào chế tiết nguyên vẹn sau hoạt động chế tiết như tuyến tụy.
- Các tuyến toàn hủy: Chất tiết là toàn bộ cấu trúc của tế bào chế tiết bị đẩy ra khỏi tuyến như tuyến bã.
- Các tuyến bán hủy: Chất tiết chỉ là phần bào tương ở bên trên nhân tế bào chế tiết (trong chất tiết không có nhân tế bào chế tiết).

Dựa vào sản phẩm của các tuyến ngoại tiết có thể phân chia thành 3 nhóm sau:
- Tuyến tiết dịch: tiết ra dung dịch như nước, thường giàu protein.
- Tuyến tiết nhày: tiết ra các sản phẩm nhớt, giàu carbohydrat
- Tuyến tiết bã nhờn: tiết ra các sản phẩm giàu lipid. Các tuyến này thường gọi là các tuyến tiết dầu.